# きださおり
きだ さおり（旧姓 吉村）は、日本のクリエイター、イベントプロデューサー、ディレクター、作家。

## 経歴
福井県出身、福井県立藤島高等学校、京都芸術大学、情報デザイン学科卒。
2011年4月、株式会社SCRAPに入社。2014年1月から道玄坂ヒミツキチラボトータルプロデュースを行い、事業責任者へ。2017年12月から東京ミステリーサーカスをプロデュース、並びに事業責任者となる。2020年4月、株式会社SCRAP 執行役員へ就任。2023年10月出産、一児の母。2024年10月、株式会社夕暮れを設立、同 代表取締役に就任。
第23回 文化庁メディア芸術祭 エンターテインメント部門 審査委員会推薦作品を受賞。
週刊少年ジャンプ史上初の体験型推理ゲーム漫画「キミと青いヨルの」（作画：宇佐崎しろ）の原作を担当。

## 出演
- テレビ東京「行動者たち」（2019年11月25日） 出演[11]
- NHK「1ミリ革命」（2021年9月23日）出演[12]
- 関西テレビ・フジテレビ「セブンルール」（2022年2月1日）出演[13][14]
- 日本テレビ「Creator's Space」（2022年6月11日）出演[15]
- ブランドムービー「FRIXION BALL KNOCK ZONE」（2022年11月1日）出演[16]
- 日本テレビ「SENSORS」（2023年10月30日）出演[17]

## 講演
- デジタルハリウッド「世界を、現実を、自らの力で変えていける表現者になろう」（2019年4月）[18]
- CEDEC2021「トランスメディアゲームの可能性 〜新たな物語体験を目指して〜」（2021年8月24日）[19]
- 京都芸術大学 特別講義「イベントプランナの現場」（2023年6月27日）[20]
- 虎ノ門ヒルズ TOKYO NODE「OPEN LAB」（2023年10月11日）[21]

## 作品リスト

### イマーシブシアター
- 泊まれる演劇立ち上げ公演「MIDNIGHT MOTEL」（脚本・演出）
- ラブライブ!サンシャイン「輝け!Aqoursぬまづフェスティバル」（作・演出）
- 「ALICE IN THE NIGHT MYSTERY CIRCUS」（作・演出）
- 体験する物語project「黄昏のまほろば遊園地」（作・演出）
- 泊まれる演劇「QUEEN’S MOTEL」（脚本・演出）

### 謎解き（オリジナル）
- 「本屋迷宮からの脱出」（作・演出）
- 「忘れられた実験室からの脱出」（作・演出）
- 「カジノロワイヤルからの脱出」（作・演出）
- 「僕と勇者の最後の7日間」（作・演出）
- 「君は明日と消えていった」（作・演出）
- 「漫画迷宮からの脱出」（作・演出）
- 「不思議な晩餐会へようこそ」（作・演出）
- 「沈みゆく豪華客船からの脱出」（作・演出）
- 「さよなら、僕らのマジックアワー」（作・演出）
- 「最果てのミステリーサーカスからの脱出」（作・演出）

### 謎解き（コラボレーション）
- 東京ディズニーランドホテル
  - 「フック船長からの挑戦状〜海賊たちが残した暗号の謎」（作・演出）
  - 「白雪姫と謎の魔法書」（作・演出）
- リアル脱出ゲーム×暗殺教室からの脱出「暗殺教室からの脱出」（作・演出）
- リアル脱出ゲーム×BIOHAZARD「ある廃病院からの脱出」（作・演出）
- リアル脱出ゲーム×ラブライブ!サンシャイン!!
  - 「学校祭ライブ中止の危機からの脱出」（作・演出）
  - 「孤島の水族館からの脱出」（作・演出）
- リアル脱出ゲーム×東京卍リベンジャーズ「終わらない東卍抗争からの脱出」（作・演出）

### 海外公演
- アメリカ合衆国「Escape from the Haunted Ship」（ディレクター・運営）
- シンガポール「Escape from the Mysterious Cathedral!」（サブディレクター・運営）
- アメリカ合衆国「The Crazy Last Will of Dr. Mad」（サブディレクター・運営）
- 台湾 / アメリカ合衆国「Escape from the collapsing Nerv」（ディレクター・運営）

### オンラインゲーム
- インサイドシアター
  - 「SECRET CASINO」（作・演出）
  - 「僕等のラストフェスティバル」（作・演出）
  - 「オンライン・パパラッチ」（作・演出）
- 「Project:;COLD（プロジェクトコールド）」（体験ギミック制作）
- リアル脱出ゲームデリバリー「青梅雨に届いた手紙」（作・演出）
- 泊まれる演劇 ROOMシリーズ（共同脚本）

### その他
- 「The Google Puzzle」（謎制作）
- 果汁グミ Tweet Mystery メグミとタイヨウ 消えたサファイアロマンの謎（謎・体験ギミック制作）
- でんぱ組.inc 謎カラシリーズvol.1「失われた楽曲を探せ!」（作・演出・作詞）
- 舞台劇「AD-LIVE（アドリブ）2020」（ストーリー・謎制作）
- 謎のサブスク「Mystery for You」 （プロデュース）
- 週刊少年ジャンプ「キミと青いヨルの」（原作）
- ひみつ喫茶室（プロデュース）